# Зеленогайська сільська рада (Новоселицький район)
Зеленога́йська сільська́ ра́да — адміністративно-територіальна одиниця та орган місцевого самоврядування в Новоселицькому районі Чернівецької області. Адміністративний центр — село Зелений Гай.

## Загальні відомості
- Населення ради: 1 891 особа (станом на 2001 рік)

## Населені пункти
Сільській раді були підпорядковані населені пункти:
- с. Зелений Гай

## Склад ради
Рада складалася з 20 депутатів та голови.
- Голова ради: Литвин Олександр Дмитрович
- Секретар ради: Семенюк Віра Орестівна

### Керівний склад попередніх скликань
| Прізвище, ім'я, по батькові | Основні відомості                                                               | Дата обрання | Дата звільнення |
| --------------------------- | ------------------------------------------------------------------------------- | ------------ | --------------- |
| Литвин Олександр Дмитрович  | Сільський голова, 1956 року народження, освіта середня спеціальна               | 26.03.2006   | 31.10.2010      |
| Литвин Олександр Дмитрович  | Сільський голова, 1956 року народження, освіта середня спеціальна, безпартійний | 31.10.2010   | 05.11.2016      |
| Лакуста Дмитро Васильович   | Сільський голова, 1980 року народження, освіта середня, вища, безпартійний      | 05.11.2016   |                 |

Примітка: таблиця складена за даними сайту Верховної Ради України

### Депутати
За результатами місцевих виборів 2010 року депутатами ради стали:

#### За суб'єктами висування
| Суб'єкт висування    | Кількість обраних депутатів | %  |
| -------------------- | --------------------------- | -- |
| Самовисування        | 18                          | 90 |
| Народна партія       | 1                           | 5  |
| Партія «Відродження» | 1                           | 5  |

#### За округами
| № округу             | Прізвище, ім'я, по батькові   | Дата визнання обраним | Освіта             | Партійна приналежність | Відомості про обраного депутата                                             |
| -------------------- | ----------------------------- | --------------------- | ------------------ | ---------------------- | --------------------------------------------------------------------------- |
| Народна Партія       |                               |                       |                    |                        |                                                                             |
| 19                   | Безус Андріан Дмитрович       | 01.11.2010            | вища               | член Народної партії   | МТК "Ринок", приватний підприємець                                          |
| Партія "ВІДРОДЖЕННЯ" |                               |                       |                    |                        |                                                                             |
| 15                   | Семенюк Марина Валеріївна     | 01.11.2010            | середня спеціальна | позапартійна           | Новоселицька ЗЖД, техпрацівниця                                             |
| Самовисування        |                               |                       |                    |                        |                                                                             |
| 1                    | Тока Павло Іванович           | 01.11.2010            | вища               | позапартійний          | Новоселицький районний центр зв’язку, головний спеціаліст                   |
| 2                    | Собко Валентин Миколайович    | 01.11.2010            | середня            | позапартійний          | тимчасово не працює                                                         |
| 3                    | Капричук Дмитро Ілліч         | 10.01.2011            | середня            | позапартійний          | тимчасово не працює                                                         |
| 4                    | Зелепуга Геннадій Васильович  | 01.11.2010            | середня            | позапартійний          | тимчасово не працює                                                         |
| 5                    | Стефанчук Ярослав Васильович  | 01.11.2010            | вища               | позапартійний          | Зеленогайська сільська рада, землевпорядник                                 |
| 6                    | Токар Катерина Анатоліївна    | 01.11.2010            | середня спеціальна | позапартійна           | дошкільний навчальний заклад "Віночок", вихователь                          |
| 7                    | Гнатюк Марія Іванівна         | 01.11.2010            | середня спеціальна | позапартійна           | Зеленогайська амбулаторія загальної практики - сімейної медицини, медсестра |
| 8                    | Зорін Андрій Флорович         | 01.11.2010            | вища               | позапартійний          | тимчасово не працює                                                         |
| 9                    | Туряк Зінаїда Василівна       | 01.11.2010            | вища               | позапартійна           | Новоселицька районна рада, начальник відділу                                |
| 10                   | Райлян Ілля Георгійович       | 01.11.2010            | середня спеціальна | позапартійний          | Зеленогайська загальноосвітня школа, завгосп                                |
| 11                   | Горбатюк Віорел Андрійович    | 01.11.2010            | середня спеціальна | позапартійний          | Чернівецьке локомотивне депо, машиніст тепловозу                            |
| 12                   | Литвин Василь Дмитрович       | 01.11.2010            | середня спеціальна | позапартійний          | Чернівецьке локомотивне депо, машиніст тепловозу                            |
| 13                   | Волощук Дмитро Карлович       | 01.11.2010            | середня спеціальна | позапартійний          | ПП "Віра-3", директор                                                       |
| 14                   | Довганюк Андрій Федорович     | 01.11.2010            | вища               | позапартійний          | Зеленогайська загальноосвітня школа, викладач                               |
| 16                   | Книжницький Михайло Дмитрович | 01.11.2010            | середня спеціальна | позапартійний          | ТОВ "Мавекс-Петрол", майстер АЗС                                            |
| 17                   | Семенюк Віра Орестівна        | 01.11.2010            | середня            | позапартійна           | Зеленогайська сільська рада, секретар                                       |
| 18                   | Крупа Роман Михайлович        | 01.11.2010            | середня спеціальна | позапартійний          | пенсіонер                                                                   |
| 20                   | Гончарюк Ганна Георгіївна     | 01.11.2010            | середня            | позапартійна           | Зеленогайська сільська рада, спеціаліст виконкому                           |